# Dias de Sol
Dias de Sol é uma canção da cantora e compositora brasileira Patricia Marx para seu décimo álbum de estúdio auto-intitulado Patricia Marx. A canção foi composta pela própria Patricia em parceria com seu marido Bruno E. É uma canção inédita de seu álbum, Nu Soul, que foi lançado com este título apenas na Europa. Na versão brasileira do álbum, foram lançadas três faixas inéditas: "Dias de Sol", "Lá no Mar" e um Rap em português da canção "Diz".

## Antecedentes
Em 2003, após o lançamento de seu álbum Respirar no Brasil, Patricia mudou-se para o Reino Unido para divulgação de seu álbum também por lá, onde acabou ficando durante um ano, fazendo vários shows pela Europa com as canções do CD. Aproveitando o tempo de moradia, Patricia decidiu então fazer um novo trabalho com um repertório mais atualizado, e com mais músicas no idioma em inglês para seu futuro álbum Nu Soul. No mesmo ano, os trabalhos ficaram prontos, e foram comercializados pela gravadora Ether, que contabilizou vendagens superiores a 30 mil cópias por todo o continente Europeu, onde a cantora também rodou o continente com uma pequena turnê. Deste primeiro trabalho, a faixa "Burning Luv" acabou se destacando. Em 2005, Patricia Marx traz o álbum para o Brasil, auto-intitulado e com três canções inéditas, sendo elas: Dias de Sol, Lá no Mar e Diz (Com Rap em Português).

## Detalhes da Faixa
| Edição padrão  |                |                |         |  |
| N.º            | Título         | Compositor(es) | Duração |  |
| 1.             | "Dias de Sol"  | Marx Bruno E.  | 03:23   |  |
| Duração total: | Duração total: | Duração total: | 03:23   |  |